# Sekretne życie zwierzaków domowych
Sekretne życie zwierzaków domowych (ang. The Secret Life of Pets) – amerykański film animowany z 2016 roku.

## Fabuła
Akcja toczy się w Nowym Jorku. Główny bohater Jack Russell Terrier, imieniem Max mieszka wraz ze swoją właścicielką Katie na Manhattanie. Kobieta codziennie wychodzi do pracy. Wtedy jej pies spotyka się z innymi mieszkańcami budynku – kotką Chloe, mopsem Melem, jamnikiem Budkiem i ptaszkiem Dziubkiem. Ustabilizowane życie Maxa komplikuje się, kiedy właścicielka przyprowadza nowego psa – wielkiego, kudłatego Duke’a. Max od początku jest zazdrosny o nowego domownika, który w odwecie postanawia porzucić go na ulicy, podczas spaceru. Nieoczekiwanie zjawia się gang kotów, które zdejmują psom obroże. Pozbawione obroży psy zostają schwytane przez hycli. Jest to dopiero początek problemów.
W centrum niebezpiecznego miasta psy będą musiały nauczyć się współpracować, by jakoś przetrwać i wrócić do domu.

## Obsada
- Louis C.K. jako Max (Terrier)
- Eric Stonestreet jako Duke (kundel)
- Kevin Hart jako Tuptuś (ang. Snowball) (królik)
- Albert Brooks jako Tyberiusz (ang. Tiberius) (jastrząb)
- Hannibal Buress jako Budek (ang. Buddy) (jamnik)
- Bobby Moynihan jako Mel (Mops)
- Lake Bell jako Chloe (kot)
- Jenny Slate jako Bridget (ang. Gidget) (Szpic miniaturowy)

## Wersja polska
Wersja polska: Start International Polska

Reżyseria: Marek Robaczewski

Dialogi polskie: Bartosz Wierzbięta

Dźwięk i montaż: Renata Gontarz

Kierownictwo produkcji: Dorota Nyczek

W wersji polskiej udział wzięli:
- Tomasz Borkowski – Max
- Jakub Wieczorek – Duke
- Agnieszka Mrozińska – Bridget
- Paweł Krucz – Tuptuś
- Aleksander Mikołajczak – Tyberiusz
- Zofia Zborowska – Chloe
- Karol Wróblewski – Budek
- Grzegorz Kwiecień – Mel
- Cezary Kwieciński – Dziadek
- Paweł Ciołkosz – Ozone
- Krzysztof Szczepaniak – Norman
- Katarzyna Łaska – Katie

W pozostałych rolach:
- Anna Apostolakis
- Piotr Bajtlik
- Sebastian Cybulski
- Mikołaj Klimek
- Miłogost Reczek
- Jakub Szydłowski
- Mateusz Weber
- Izabella Bukowska
- Wojciech Chorąży
- Marta Dobecka
- Marta Dylewska
- Michał Podsiadło
- Kamil Pruban
- Bartosz Wesołowski
- Milena Gąsiorek